# Conclave de 1958
Após a morte do papa Pio XII, em 9 de outubro de 1958, o conclave de 1958 reuniu-se de 25 a 28 de outubro e, no décimo primeiro voto, elegeu Angelo Giuseppe Roncalli, Patriarca de Veneza, para sucedê-lo. Este aceitou a eleição e tomou o nome de João XXIII. Ele foi o segundo Patriarca de Veneza a ser eleito Pontífice no século XX depois do Papa Pio X.
Cerca de 51 dos 53 cardeais participaram como eleitores. Os governos comunistas da Hungria e da Iugoslávia impediram os outros dois de viajarem para Roma. Em comparação com o conclave de 1922, quando três cardeais não chegaram a Roma a tempo do início do conclave que se abriu no décimo dia seguinte à morte do papa, conforme necessário, ou o de 1939, quando três cardeais chegaram a Roma na manhã seguinte. O conclave foi aberto sob novas regras 18 dias após a morte do papa, todos os cardeais que fizeram a viagem chegaram a Roma em 22 de outubro, com dias de sobra antes do início do conclave, 16 dias após a morte de Pio. Pela primeira vez, a velocidade das viagens coincidiu com a internacionalização do Colégio dos Cardeais., graças ao avanço nas viagens aéreas. Como dizia um jornal, "o arcebispo de Nova York pode chegar a Roma hoje mais rápido do que o arcebispo de Palermo fez uma geração atrás". Este conclave incluiu cardeais de 21 países, em comparação com 16 no conclave anterior, e 21 não europeus em comparação com sete. Os 17 italianos dos 51 representavam sua menor porcentagem desde 1455.

## Papabili
Os cardeais anteciparam um longo conclave. Não havia "personalidade dominante" como Pio havia sido em 1939 e a busca costumeira por contraste sugeria um "papa pastoral" para seguir um "papa diplomático". Outra análise estabeleceu a faixa etária provável entre 55 e 70, com preferência por um italiano fora da cúria. Vários papabili foram discutidos. O conservador, apoiando a centralização da autoridade do Vaticano, Giuseppe Siri, de Gênova, tinha apenas 52 anos e sua eleição significaria outro longo papado como o de Pio. O liberal, mais disposto a conceder independência às autoridades locais, Giacomo Lercaro, de Bolonha, tinha 67 anos. Angelo Giuseppe Roncalli era agora o Patriarca de Veneza depois de mais de 25 anos no serviço diplomático da Santa Sé na Bulgária, Turquia e França. Com quase 77 anos, sua idade o marcou como uma possível opção de compromisso na expectativa de um pontificado curto, juntamente com sua "reputação de ser de mente aberta e conciliadora". Ele também representou uma combinação de experiência diplomática e pastoral. Grégoire-Pierre XV Agagianian, o patriarca católico armênio da Cilícia, passou grande parte de sua vida adulta em Roma. Ele era relativamente jovem aos 63 anos e altamente respeitado, mas sua herança não italiana o faria uma escolha surpreendente. Outros candidatos mencionados foram Ernesto Ruffini de Palermo, e dois oficiais da cúria Valerio Valeri e Alfredo Ottaviani. Benedetto Aloisi Masella, 79 anos, escolhido como camerlengo em 9 de outubro, diplomata veterano, também foi mencionado como um candidato comprometido com "suas chances diminuídas por causa de sua idade". Também mencionado como um afastamento radical da tradição, Giovanni Battista Montini, arcebispo de Milão, a quem Pio ainda não havia feito cardeal. O New York Times lançou uma ampla rede, oferecendo mais de uma dúzia de nomes, incluindo dois não italianos, Paul-Émile Léger, de Montreal, e Manuel Gonçalves Cerejeira, de Lisboa. A cobertura da revista Life incluía retratos de Agagianian, Lercaro, Montini, Ottaviani, Roncalli, Ruffini, Siri e Valeri. Enquanto a imprensa especulava sobre o interesse em um papa em transição e possíveis discussões entre os cardeais eleitores, o porta-voz do Vaticano, Osservatore Romano, denunciou a "leveza irresponsável" com a qual a imprensa abordou o assunto, especialmente seus relatos de propaganda eleitoral. Uma transmissão de rádio de Moscou criticou Pio por se intrometer na política e esperava um novo papa dedicado a "problemas religiosos".
Os estabelecimentos de apostas informaram que Roncalli era o favorito de seus clientes, com chances de 2 para 1. No segundo dia do conclave, depois de quatro votações não terem resultado, as especulações se concentraram em Roncalli, Valeri, Masella e Agagianian, os três primeiros idosos e o último um estranho improvável.

## Participantes
O papa Pio XII tentou, no consistório de 1953, elevar o número de membros do Colégio dos Cardeais ao máximo de 70, o limite estabelecido pelo Papa Sisto V no século XVI. Naquela ocasião, ele nomeou 24 cardeais. Quando um cardeal designado, Carlo Agostini, morreu em 28 de dezembro aos 64 anos de idade, o Vaticano anunciou outro cardeal designado no dia seguinte, Valerian Gracias da Índia, de modo que o Colégio alcançou seu conjunto completo de 70 membros, com 26 deles italianos.
As mortes nos cinco anos intermediários, incluindo as de Celso Constantini em 17 de outubro  e Edward Mooney, de Detroit, em 25 de outubro, poucas horas antes do início do conclave, haviam reduzido o Colégio para 53 membros. József Mindszenty temia que o governo comunista da Hungria não lhe permitisse retornar se ele comparecesse ao conclave, e as autoridades do governo se recusassem a conceder-lhe conduta segura, apesar de um pedido do Departamento de Estado dos EUA a pedido do Colégio de Cardeais. Aloísio Stepinac estava muito doente para viajar de Zagreb, e ele foi proibido de deixar a Iugoslávia como condição para sua libertação da prisão em 1951. Isso reduziu o número de participantes para 51, 15 dos quais em Roma em 9 de outubro , 45 dos quais estavam em Roma ou perto de 16 de outubro. Todos os 51 chegaram a Roma em 22 de outubro. Dos 51 eleitores que participaram do conclave, 17 eram italianos. Os dois terços necessários mais uma maioria eram de 35 votos.

## Votação
Os cardeais foram obrigados a fixar a data de início do conclave entre os dias 15 e 18 após a morte do papa, o mais tardar em 24 de outubro e o mais tardar em 27 de outubro. Em 11 de outubro, eles marcaram 25 de outubro para a sua abertura. O conclave foi realizado de 25 a 28 de outubro na Capela Sistina no Vaticano .
Os padrões de votação no conclave são difíceis de estabelecer, mas algumas informações são relatadas de forma consistente. Identificados como um grupo com um interesse particular, pensava-se que os cardeais franceses buscavam maior independência de Roma e Stefan Wyszynski, da Polônia, era o aliado deles. Vários franceses também sabiam que Roncalli, como núncio em Paris, tinha sido influente nas carreiras. O próprio Roncalli soube que tinha muitos apoiadores em conversas com outros cardeais antes do início do conclave. Um jornal informou que o cardeal Pierre-Marie Gerlier, de Lyon, perguntou a quem os cardeais franceses apoiavam quando ele entrou no conclave, disse "Roncalli". Giovanni Battista Montini (mais tarde Papa Paulo VI), um antigo funcionário da Cúria que recentemente se tornara arcebispo de Milão, recebeu consistentemente dois votos, apesar de ainda não ser cardeal.
Não houve votação no primeiro dia. Quatro cédulas no segundo dia foram inconclusivas. Nas duas vezes, a fumaça que relatou os resultados das votações da manhã e da tarde pareceu branca a princípio, levando a relatórios falsos e empolgados de que a eleição havia terminado. O funcionário responsável pelas providências fora do conclave notificou os cardeais de que a cor da fumaça foi mal interpretada e forneceu "tochas de fumaça de uma fábrica de fogos de artifício". As quatro cédulas do terceiro dia falharam novamente em selecionar um papa e não houve confusão sobre a cor da fumaça. Pedidos de um médico dentro do conclave para registros médicos sugeriram que vários cardeais estavam doentes. Foram necessários alguns votos para os partidários de Lercaro ", que era conhecido por favorecer uma liturgia simplificada nas línguas locais", e do "agressivamente sentencioso" Siri para reconhecer que não podiam obter os 35 votos necessários. O impasse que se desenvolveu entre Roncalli e Agagianian levou o cardeal Eugène Tisserant , decano do Colégio de Cardeais, a sugerir Masella como uma candidata comprometida sem sucesso. Roncalli disse mais tarde que seu nome e o de Agagianian "subiam e desciam como dois grão de bico em água fervente". A fumaça preta informou que a nona e a décima cédula eram inconclusivas em 28 de outubro às 11h10.
Roncalli aceitou sua eleição pouco antes das 17h do dia 28 de outubro, o quarto dia do conclave e o terceiro dia da votação, e a fumaça branca sinalizou sua eleição às 17h20. Quando perguntado qual seria seu nome, ele respondeu com sua surpreendente escolha de um nome que havia sido evitado por séculos: 
Eu serei chamado John. Um nome doce para mim porque é o nome de meu pai, querido para mim porque é o nome da humilde igreja paroquial onde recebi o batismo, o nome solene de inúmeras catedrais espalhadas por todo o mundo e, em primeiro lugar, Santíssima Igreja Lateranense, Nossa Catedral. Um nome que, na série extremamente antiga de Romanos Pontífices, tem o primado da pluralidade. Vinte e dois Johns de legitimidade indiscutível estão numerados entre os Supremos Pontífices, e quase todos tiveram um breve pontificado. Preferi esconder a pequenez do meu nome por trás dessa magnífica sucessão de romanos pontífices.
Um antipapa usara o nome João XXIII durante o cisma ocidental no século XV, quando três homens alegaram ser o papa, mas a menção de Roncalli a 22 "de legitimidade indiscutível" estabeleceu que ele queria ser João XXIII. Alguns historiadores pensaram que a questão da legitimidade de João XXIII anterior não estava resolvida, mas Roncalli estava menos interessado em disputas antigas do que nas associações que ele tinha pelo nome João e no desejo de romper com os papas chamados Pio que o precederam. Mais tarde, ele deu o cardeal Maurice Feltin de Paris outro motivo: "na memória da França e na memória de João XXII, que continuou a história do papado na França".
Seguindo uma tradição antiga, imediatamente após sua eleição, o papa João entregou seu abobrinha escarlate ao secretário do conclave, Alberto di Jorio. Isso indicava que João o incluiria quando nomeasse cardeais pela primeira vez. Nicola Canali anunciou os resultados da eleição e a escolha do nome de Roncalli. O papa João apareceu na varanda da Basílica de São Pedro e deu sua bênção. A pedido dele, os cardeais não deixaram o recinto, mas permaneceram no conclave da noite para o dia. Juntou-se aos cardeais para jantar naquela noite, mas não comeu. O conclave terminou no dia seguinte após a missa na Capela Sistina e um discurso do Papa João aos cardeais que foi transmitido pela rádio. Ele marcou a data de sua coroação para 4 de novembro, mais cedo que o tradicional e uma terça-feira, e não o domingo tradicional, talvez porque fosse a festa de São Carlos Borromeu, a quem Roncalli havia feito um estudo de cinco volumes. Foi relatado que ele lamentou que "nunca mais veria Veneza".
Os primeiros relatórios diziam que Roncalli liderou a votação na manhã do terceiro dia e depois recebeu apoio quase unânime na votação única daquela tarde. [35] Com a eleição de um homem de 77 anos, muitos clérigos interpretaram a escolha de Roncalli como escolher um "papa da transição".  O próprio João XXIII disse, quando tomou posse da Basílica de Latrão em 23 de novembro de 1958: "Não temos o direito de ver um longo caminho pela frente".
No início de novembro, o papa João escreveu cartas a Mindszenty e Stepinac, arrependendo-se de não poderem participar do conclave. Em 17 de novembro, ele anunciou um consistório para criar novos cardeais em 15 de dezembro. Ignorando o máximo de 70 membros, ele aumentou o tamanho do Colégio para 74 membros.

## Resultado

Brasão pontifício de João XXIII

Brasão do Camerlengo no Conclave de 1958

Assim sendo, Ângelo Roncalli foi, com grande surpresa para si, eleito Papa em 28 de Outubro de 1958, na 11.ª votação. Tomou o nome papal de João XXIII (Ioannes PP. XXIII, pela grafia latina), tendo por intenção homenagear São João Evangelista. Mas, a escolha desse nome causou surpresa, porque o último papa a chamar-se João fora o francês Jacques D'Euse, ainda na Idade Média (Papa João XXII); e ainda porque existiu, também na Idade Média, um anti-papa com o nome de João XXIII.
| Votação relatada por Greeley  | Votação relatada por Greeley | Votação relatada por Greeley | Votação relatada por Greeley | Votação relatada por Greeley | Votação relatada por Greeley | Votação relatada por Greeley |
| Votação:                      | 1                            | 2                            | 3                            | 4                            | 5                            | final                        |
| Ernesto Ruffini               | 17                           | 17                           | 15                           | 5                            | 5                            | 1                            |
| Grégoire-Pierre XV Agagianian | 13                           | 13                           | 12                           | 8                            | 6                            | 1                            |
| Angelo Giuseppe Roncalli      | 7                            | 7                            | 8                            | 15                           | 20                           | 38                           |
| Benedetto Aloisi Masella      | 5                            | 6                            | 4                            | 3                            | 2                            | 1                            |
| Alfredo Ottaviani             | 2                            | 5                            | 8                            | 16                           | 15                           | 9                            |
| ----------------------------- | ---------------------------- | ---------------------------- | ---------------------------- | ---------------------------- | ---------------------------- | ---------------------------- |

## Teorias de conspiração

### Resignação do Cardeal Siri
Alguns católicos tradicionalistas acreditam que o Cardeal Giuseppe Siri foi de facto eleito Papa no conclave de 1958, mas que teve que dar o seu lugar a Roncalli devido às ameaças dos comunistas (nomeadamente dos soviéticos). Os apoiantes desta teoria afirmam também que esta suposta resignação do Cardeal Siri era ilegal, por isso eles acreditam que Siri é que era o verdadeiro e legítimo Papa (até acreditam que Siri escolheu o nome papal de Gregório XVII). Eles acham por isso que João XXIII era só um mero usurpador da cátedra de São Pedro.
Existem também muitos estudiosos, entre os quais católicos tradicionalistas (como por exemplo Hutton Gibson), que defendem que esta teoria é falsa e foi baseada em interpretações confusas e distorcidas dos factos e de certas notícias em língua italiana.

## Reforma do Conclave
João XXIII esperou vários anos antes de emitir um Motu proprio para modificar certos aspectos dos procedimentos de um conclave papal. No Summi Ponitificis electio , publicado em 5 de setembro de 1962, ele estabeleceu regras adicionais para impressionar todos os participantes com a necessidade de sigilo, até alertando os cardeais sobre as comunicações com seus funcionários (parágrafo XIV). Sua única modificação prática reverteu seu antecessor. Pio XII exigiu um voto de dois terços mais um para a eleição. John retornou a margem para dois terços (parágrafo XV).

## Cardeais Eleitores

### Composição por consistório
Como resultado da considerável diferença na duração dos pontificados de Pio XII e de João XXIII, nos conclaves que se seguiram à sua morte, os cardeais criados pelos pontífices anteriores subiram de 25 para 45.
| Consistório         | 1958 |
| ------------------- | ---- |
| Junho de 1927       | 1    |
| Dezembro de 1929    | 1    |
| Junho de 1930       | 1    |
| Março de 1933       | 4    |
| Dezembro de 1935    | 3    |
| Junho de 1936       | 1    |
| Dezembro 1937       | 2    |
| Criados por Pio XI  | 13   |
| Fevereiro de 1946   | 18   |
| Janeiro de 1953     | 22   |
| Criados por Pio XII | 40   |
| Total               | 53   |

| Criado por          | Cardeais | Por Cento |
| ------------------- | -------- | --------- |
| Papa Pio XI (PXI)   | 013      | 24,53 %   |
| Papa Pio XII (PXII) | 040      | 75,47 %   |
| Total               | 53       | 100 %     |

## Cardeais Bispos
| Nº | Nome                     | País   | Função | Data Nascimento        | Consistório    | Papa |
| -- | ------------------------ | ------ | --- | ---------------------- | -------------- | ---- |
| 1  | Eugène Tisserant         | França | Decano do colégio dos cardeais Grão-mestre da Ordem Equestre do Santo Sepulcro de Jerusalém                                                        | 24 de março de 1884    | Junho 1936     | PXI  |
| 2  | Clemente Micara          | Itália | Vigário-Geral de Roma Administrador Apostólico de Óstia Presidente da Pontifícia Comissão de Arqueologia Sacra Vice-Decano do Colégio dos Cardeais | 24 de dezembro de 1879 | Fevereiro 1946 | PXII |
| 3  | Giuseppe Pizzardo        | Itália | Prefeito-emérito da Congregação para a Educação Católica                                                                                           | 13 de julho de 1877    | Dezembro 1937  | PXI  |
| 4  | Benedetto Aloisi Masella | Itália | Prefeito da Congregação para o Culto Divino e Disciplina dos Sacramentos                                                                           | 29 de junho de 1879    | Fevereiro 1946 | PXII |
| 5  | Federico Tedeschini      | Itália | Arcipreste da Basílica de São Pedro | 12 de outubro de 1873  | Março 1933     | PXI  |
| 6  | Marcello Mimmi           | Itália | Secretário da Congregação para os Bispos | 18 de julho de 1882    | Janeiro 1953   | PXII |

## Cardeais Presbíteros
| Nº | Nome                                | País           | Função                                                                                        | Data Nascimento        | Consistório    | Papa |
| -- | ----------------------------------- | -------------- | --------------------------------------------------------------------------------------------- | ---------------------- | -------------- | ---- |
| 7  | Jozef-Ernest van Roey               | Bélgica        | Arcebispo de Malinas-Bruxelas Protopresbítero                                                 | 13 de janeiro de 1874  | Junho 1927     | PXI  |
| 8  | Manuel Gonçalves Cerejeira          | Portugal       | Patriarca de Lisboa                                                                           | 29 de novembro de 1888 | Dezembro 1929  | PXI  |
| 9  | Achille Liénart                     | França         | Bispo de Lille                                                                                | 7 de fevereiro de 1884 | Junho 1930     | PXI  |
| 10 | Pietro Fumasoni Biondi              | Itália         | Prefeito da Congregação para a Evangelização dos Povos                                        | 4 de setembro de 1872  | Março 1933     | PXI  |
| 11 | Maurilio Fossati                    | Itália         | Arcebispo de Turim                                                                            | 24 de maio de 1876     | Março 1933     | PXI  |
| 12 | Elia Dalla Costa                    | Itália         | Arcebispo de Florença                                                                         | 14 de maio de 1872     | Março 1933     | PXI  |
| 13 | Ignatius Gabriel I Tappouni         | Iraque         | Patriarca católico sírio de Antioquia                                                         | 3 de novembro de 1879  | Dezembro 1935  | PXI  |
| 14 | Santiago Copello                    | Itália         | Arcebispo de Buenos Aires                                                                     | 7 de janeiro de 1880   | Dezembro 1935  | PXI  |
| 15 | Pierre-Marie Gerlier                | França         | Arcebispo de Lyon                                                                             | 14 de janeiro de 1880  | Dezembro 1937  | PXI  |
| 16 | Grégoire-Pierre XV Agagianian       | Líbano         | Patriarca Católico Armênio da Cilícia                                                         | 18 de setembro de 1895 | Fevereiro 1946 | PXII |
| 17 | James Charles McGuigan              | Canadá         | Arcebispo de Toronto                                                                          | 26 de novembro de 1894 | Fevereiro 1946 | PXII |
| 18 | Clément Émile Roques                | França         | Arcebispo de Rennes                                                                           | 8 de dezembro de 1880  | Fevereiro 1946 | PXII |
| 19 | Carlos Carmelo de Vasconcelos Motta | Brasil         | Arcebispo de São Paulo                                                                        | 16 de julho de 1890    | Fevereiro 1946 | PXII |
| 20 | Norman Thomas Gilroy                | Austrália      | Arcebispo de Sydney                                                                           | 22 de janeiro de 1896  | Fevereiro 1946 | PXII |
| 21 | Francis Spellman                    | Estados Unidos | Arcebispo de Nova Iorque                                                                      | 4 de maio de 1889      | Fevereiro 1946 | PXII |
| 22 | José María Caro Rodríguez           | Chile          | Arcebispo de Santiago do Chile                                                                | 23 de junho de 1866    | Fevereiro 1946 | PXII |
| 23 | Teodósio Clemente de Gouveia        | Portugal       | Arcebispo de Lourenço Marques                                                                 | 13 de maio de 1889     | Fevereiro 1946 | PXII |
| 24 | Jaime de Barros Câmara              | Brasil         | Arcebispo do Rio de Janeiro                                                                   | 3 de julho de 1894     | Fevereiro 1946 | PXII |
| 25 | Enrique Plá y Deniel                | Espanha        | Arcebispo de Toledo                                                                           | 19 de dezembro de 1876 | Fevereiro 1946 | PXII |
| 26 | Manuel Arteaga y Betancourt         | Cuba           | Arcebispo de Havana                                                                           | 28 de dezembro de 1879 | Fevereiro 1946 | PXII |
| 27 | Joseph Frings                       | Alemanha       | Arcebispo de Colônia                                                                          | 6 de fevereiro de 1887 | Fevereiro 1946 | PXII |
| 28 | Ernesto Ruffini                     | Itália         | Arcebispo de Palermo                                                                          | 19 de janeiro de 1888  | Fevereiro 1946 | PXII |
| 29 | Antonio Caggiano                    | Argentina      | Arcebispo de Buenos Aires                                                                     | 30 de janeiro de 1889  | Fevereiro 1946 | PXII |
| 30 | Thomas Tien Ken-sin                 | China          | Arcebispo de Pequim                                                                           | 27 de setembro de 1870 | Fevereiro 1946 | PXII |
| 31 | Augusto Álvaro da Silva             | Brasil         | Arcebispo de São Salvador da Bahia                                                            | 8 de abril de 1876     | Janeiro 1953   | PXII |
| 32 | Gaetano Cicognani                   | Itália         | Pró-Prefeito Emérito da Assinatura Apostólica                                                 | 26 de novembro de 1881 | Janeiro 1953   | PXII |
| 33 | Angelo Giuseppe Roncalli            | Itália         | Patriarca de Veneza                                                                           | 25 de novembro de 1881 | Janeiro 1953   | PXII |
| 34 | Valerio Valeri                      | Itália         | Prefeito da Congregação para os Institutos de Vida Consagrada e Sociedades de Vida Apostólica | 7 de novembro de 1883  | Janeiro 1953   | PXII |
| 35 | Pietro Ciriaci                      | Itália         | Prefeito da Pontifício Conselho para os Textos Legislativos                                   | 2 de dezembro de 1885  | Janeiro 1953   | PXII |
| 36 | Maurice Feltin                      | França         | Arcebispo de Paris                                                                            | 15 de maio de 1883     | Janeiro 1953   | PXII |
| 37 | Carlos María Javier de la Torre     | Equador        | Arcebispo de Quito                                                                            | 14 de novembro de 1873 | Janeiro 1953   | PXII |
| 38 | Georges Grente                      | França         | Arcebispo de Le Mans                                                                          | 5 de maio de 1872      | Janeiro 1953   | PXII |
| 39 | Giuseppe Siri                       | Itália         | Arcebispo de Génova                                                                           | 20 de maio de 1906     | Janeiro 1953   | PXII |
| 40 | John Francis D'Alton                | Irlanda        | Arcebispo de Armagh                                                                           | 11 de outubro de 1882  | Janeiro 1953   | PXII |
| 41 | James Francis McIntyre              | Estados Unidos | Arcebispo de Los Angeles                                                                      | 25 de junho de 1886    | Janeiro 1953   | PXII |
| 42 | Giacomo Lercaro                     | Itália         | Arcebispo de Bolonha                                                                          | 28 de outubro de 1891  | Janeiro 1953   | PXII |
| 43 | Stefan Wyszyński                    | Polónia        | Arcebispo de Gniezno e Varsóvia                                                               | 3 de agosto de 1901    | Janeiro 1953   | PXII |
| 44 | Benjamin de Arriba y Castro         | Espanha        | Arcebispo de Tarragona                                                                        | 8 de abril de 1886     | Janeiro 1953   | PXII |
| 45 | Fernando Quiroga y Palacios         | Espanha        | Arcebispo de Santiago de Compostela                                                           | 21 de janeiro de 1900  | Janeiro 1953   | PXII |
| 46 | Paul-Émile Léger, P.S.S.            | Canadá         | Arcebispo de Montreal                                                                         | 25 de abril de 1904    | Janeiro 1953   | PXII |
| 47 | Crisanto Luque                      | Colômbia       | Arcebispo de Bogotá                                                                           | 1 de fevereiro de 1889 | Janeiro 1953   | PXII |
| 48 | Valerian Gracias                    | Índia          | Arcebispo de Bombaim                                                                          | 23 de outubro de 1900  | Janeiro 1953   | PXII |
| 49 | Joseph Wendel                       | Alemanha       | Arcebispo de Munique e Frisinga                                                               | 27 de maio de 1901     | Janeiro 1953   | PXII |

## Cardeais Diáconos
| Nº | Nome              | País   | Função | Data Nascimento       | Consistório   | Papa |
| -- | ----------------- | ------ | --- | --------------------- | ------------- | ---- |
| 50 | Nicola Canali     | Itália | Penitenciário-Mor da Santa Sé Presidente da Pontifícia Comissão para o Estado da Cidade do Vaticano Protodiácono | 6 de junho de 1874    | Dezembro 1935 | PXI  |
| 51 | Alfredo Ottaviani | Itália | pró-secretário do Santo Ofício                                                                                   | 29 de outubro de 1890 | Janeiro 1953  | PXII |

## Ausentes

### Cardeais Presbíteros
| Nº | Nome              | País    | Data Nascimento     | Função                                   | Consistório    | Papa |
| -- | ----------------- | ------- | ------------------- | ---------------------------------------- | -------------- | ---- |
| 1  | József Mindszenty | Hungria | 29 de março de 1892 | Arcebispo-emérito de Esztergom-Budapeste | Fevereiro 1946 | PXII |
| 2  | Aloísio Stepinac  | Croácia | 8 de maio de 1898   | Arcebispo de Zagreb                      | Janeiro 1953   | PXII |

### Outras referências

Brasão pontifício de João XXIII.

O artigo é também baseado nas seguintes referências:
- «I choose John» (em inglês). Time. 10 de novembro de 1958. Consultado em 14 de junho de 2009
- «Conclave of October 25 - 28, 1958 (John XXIII)» (em inglês). Florida International University. Consultado em 14 de junho de 2009
- «The unlikely election of John XXIII» (em inglês). CatholicIreland.net. 2003. Consultado em 14 de junho de 2009. Arquivado do original em 3 de fevereiro de 2007